# Robert Owen
Robert Owen (Newtown, 14 mei 1771 – aldaar, 17 november 1858) was een sociale hervormer uit Wales. Hij wordt beschouwd als de grondlegger van de coöperatiebeweging en het Britse socialisme. Owen pleitte als eerste voor de invoering van de achturige werkdag. Het oudst bekende gebruik van het woord socialist is gevonden in de owenistische krant The Co-operative Magazine uit 1827.
Owen behoorde zelf tot de bourgeoisie, maar probeerde met zijn hervormingen de economische, intellectuele en morele status van de arbeiders te verhogen.

## Jeugd
Robert Owen werd geboren op 14 mei 1771 in Newtown. Zijn vader was zadelmaker, smid en beheerder van het postkantoor. Van zijn vierde tot zijn tiende zat Robert Owen op school. Op tienjarige leeftijd ging hij voor kost en inwoning werken bij een lakenverkoper in Stamford. Toen hij veertien was ging hij naar Londen om als bediende in een magazijn te werken. In 1786 ging hij werken in een lakenwinkel te Manchester. Owen kocht samen met een compagnon in 1789 een werktuig voor het spinnen van katoen. Nadat zijn compagnon de samenwerking opzegde ten faveure van een kapitaalkrachtiger partner, bleef Owen werkzaam in de katoenindustrie. In 1791 werd hij administrateur van een katoenfabriek met vijfhonderd werknemers in Manchester.

## New Lanark
In 1795 begon Owen samen met compagnons een eigen katoenweverij. Owen kwam in contact met David Dale. Owen en de oudste dochter van David Dale kregen een relatie. David Dale verkocht in 1797 de katoenweverij New Lanark aan Owen en diens compagnons voor 60.000 pond. Owen trouwde in 1799 met de dochter van Dale. Robert en Caroline Owen kregen samen zeven kinderen. Owen nam in januari 1800 het bestuur van New Lanark over. In New Lanark werkten 1500 à 2000 arbeiders, inclusief ongeveer 500 kinderen. Het overgrote deel van de werknemers woonde op het bedrijfsterrein van New Lanark. Andere arbeiders kwamen uit het dorp Lanark dat op twee kilometer afstand lag van de fabriek.
Owen was van mening dat het menselijke karakter grotendeels wordt gevormd door de omstandigheden waarin de mens opgroeit en leeft. Met karakter bedoelde Owen het geheel van morele ideeën en waardes van een persoon. Door de slechte werkomstandigheden waren volgens Owen de zeden van de arbeiders verslapt. Daarom begon hij de arbeidsomstandigheden op New Lanark te verbeteren. Hij verkortte de arbeidsdag tot tien uur. Kinderen onder de tien jaar mochten niet meer werken in de fabriek. Er werd een fonds voor zieken en gepensioneerden opgericht. Aan elke arbeidswoning liet Owen een kamer bijbouwen. Hij opende een magazijn waar de arbeiders de producten voor net boven de inkoopprijs konden kopen. De prijzen waren 25% lager dan in de winkels, omdat alle producten in grote hoeveelheden werden ingekocht. Dit magazijn vormde het voorbeeld voor de latere consumptiecoöperaties.
In 1806 legden de Verenigde Staten een embargo op aan Groot-Brittannië, waardoor de hele Britse katoenindustrie stil kwam te liggen. Owen betaalde als enige fabrikant zijn werknemers door toen de productie stil lag. Het embargo duurde vier maanden.
Hoewel de winst van het bedrijf hoog was, kwamen Owens compagnons toch in verzet. Owen kocht in 1809 met de hulp van nieuwe compagnons de aandelen van de verzettende compagnons voor 84.000 pond. In 1812 richtte Owen de eerste bewaarschool van Groot-Brittannië op en later werd ook een school voor de oudere kinderen geopend. In 1813 wilden de nieuwe compagnons de gehele fabriek in handen krijgen. Zij trokken hun geld terug en brachten de fabriek op de publieke veiling met als doel om daar de fabriek te kopen. Owen vond een aantal filantropen die bereid waren om hem te steunen. Op 31 december 1813 was de publieke veiling van New Lanark. Bij deze veiling werd – tot grote verbazing van de oude compagnons – het hoogste bod door Owen uitgebracht. Owen en de filantropen kochten New Lanark voor 114.000 pond.
Jaarlijks bezochten ongeveer tweeduizend belangstellenden de fabriek wegens de sociale verworvenheden. De Russische kroonprins Nicolaas bezocht New Lanark in 1816.

### Arbeidswetgeving

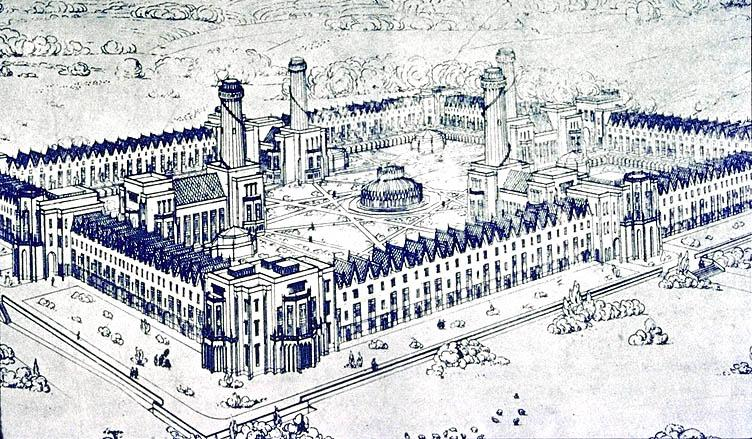
Schets van een coöperatiedorp

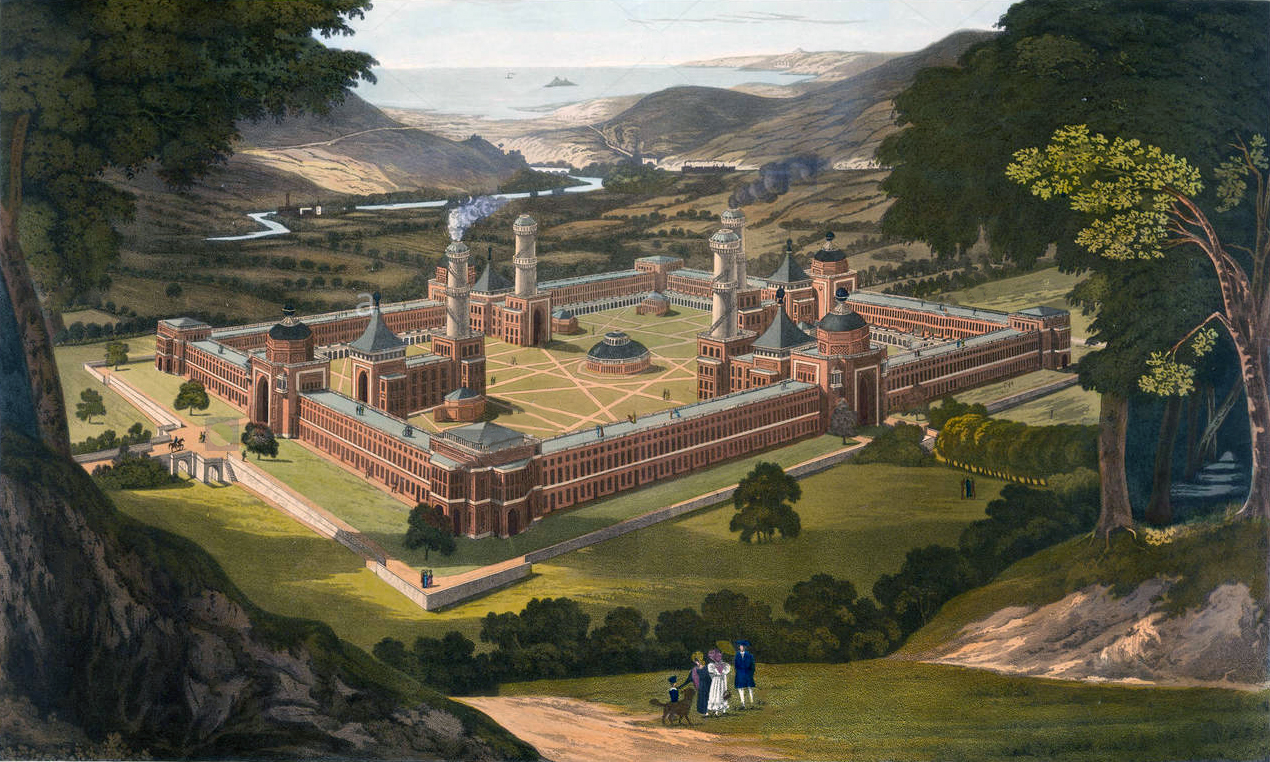
Schets van een coöperatiedorp

Sinds 1812 pleitte Owen voor de invoering van arbeidswetgeving. Owen probeerde het Britse parlement te overtuigen om de werkdagen in fabrieken tot 12 uur per dag te beperken, inclusief anderhalf uur voor maaltijden. Owen vond dat het verboden moest worden om kinderen onder de tien jaar in fabrieken te laten werken. Owen verzamelde gegevens over de arbeidsomstandigheden in de fabrieken, waaruit bleek dat de meeste kinderen meer dan veertien uur per dag werkten. Ook bleek de luchtkwaliteit in de fabrieken zeer slecht te zijn. Owen overtuigde het parlementslid Robert Peel senior om hem te steunen. Dankzij Owen en Peel kwam de fabriekswet van 1819 tot stand, waarin bepaald werd dat kinderen onder de negen jaar niet mochten werken in katoenweverijen en -spinnerijen. De oudere kinderen mochten niet langer dan twaalf uur per dag werken. Owen was teleurgesteld omdat deze wet beperkt bleef tot katoenweverijen en -spinnerijen.
Sinds 1817 pleitte Owen voor de invoering van de achturige werkdag.

### Coöperatiedorpen
Owen wilde de hoge werkloosheid bestrijden door de oprichting van coöperatiedorpen. Elke coöperatiedorp zou bestaan uit 500 tot 3000 leden die zouden samenwerken op een terrein van 240 tot 720 hectare. De vorm van het dorp zou een groot vierkant of parallellogram zijn met een groot plein in het midden. Op het binnenplein zou een eetzaal, een school en een kerk komen. De vier zijdes van het vierkant of parallellogram zouden bestaan uit woningen met in het midden van iedere zijde een groot gebouw voor respectievelijk een artsenpraktijk, administratiegebouw, ziekenhuis en magazijn. Buiten het vierkant of parallellogram zouden de akkers, stallen en fabrieken liggen. Het hele dorp zou een democratische coöperatie vormen. Ieder lid kan producten kopen uit het magazijn. Owen hoopte overheden en filantropen te overtuigen om dit plan financieel te steunen. De coöperatiedorpen zouden dividend betalen aan de geldschieters.
Owen pleitte als eerste voor de invoering van een ruilsysteem op basis van biljetten die een aantal arbeidsuren symboliseren. De prijs van alle goederen zou bepaald worden door de gemiddelde arbeidstijd die nodig was voor de productie.
Owen gaf sinds 1821 een krant uit om te pleiten voor de oprichting van coöperaties en voor de invoering van arbeidswetgeving.

## New Harmony
Een aantal compagnons van Owen waren niet blij met zijn beleid. Hierdoor was Owen gedwongen om ergens anders zijn denkbeelden uit te voeren. In 1824 vertrok hij naar de Verenigde Staten. Hij bleef mede-eigenaar van New Lanark tot 1829. In 1825 kocht Owen een groot landgoed in de Verenigde Staten dat hij New Harmony noemde. Op dit landgoed richtte Owen een coöperatiedorp op. In de zomer van 1825 waren er ongeveer 800 leden. In februari 1826 kreeg Owen van de algemene vergadering de volmacht om zonder inspraak van de algemene vergadering beslissingen te nemen. Owen wilde eerst een autoritaire rol innemen die langzaam zou overgaan naar een democratisch bestuur. Er brak ruzie uit omdat verschillende leden het niet eens waren met Owens macht. Hierdoor gooide Owen de handdoek in de ring en gaf in 1828 het landgoed aan zijn zonen en vertrok naar Groot-Brittannië.

## Terug in Groot-Brittannië

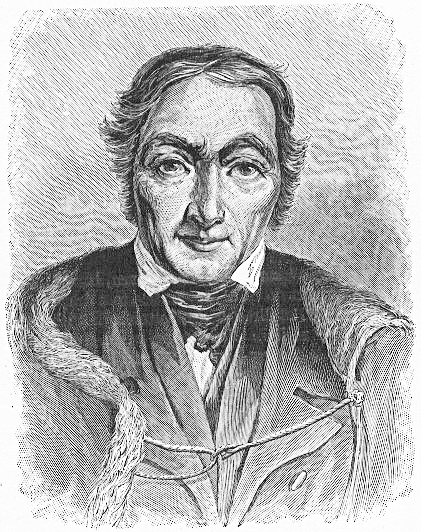
Portret van Robert Owen

Na zijn terugkomst in Groot-Brittannië concentreerde Owen zich weer op het stimuleren van coöperaties. In 1830 waren er ongeveer 400 coöperaties in Groot-Brittannië en dat aantal groeide in 1832 uit tot ongeveer 700. De meeste coöperaties waren opgericht door mensen die overtuigd zijn door Owens werk.
Owen opende op 8 oktober 1832 een ruilbank in Londen waar ambachtslieden en coöperaties hun producten konden ruilen voor biljetten ter waarde van de gemiddelde arbeidstijd om het betreffende product te maken. Met deze biljetten konden producten gekocht worden bij de ruilbank. Volgens Owen konden de prijzen hierdoor lager worden omdat er geen tussenpersonen meer zouden zijn. Een probleem ontstond bij de Londense ruilbank toen het magazijn vol kwam te staan met artikelen die niemand wilde. Hierdoor liep het aantal leden sterk terug en moest de bank in augustus 1833 worden opgeheven.
Tijdens het Britse Coöperatiecongres van 1833 ontvouwde Owen zijn plan voor de oprichting van een nationale vakbond. In Lancaster werd een overkoepelende vakbondsstructuur opgericht om de lokale vakbonden te verenigen. Deze organisatie streed voor de invoering van de achturige werkdag. Owen werd de voorzitter van deze vakbond. Fabrikanten organiseerden een plaatselijke lock-out die pas geëindigd werd toen de werknemers een contract ondertekenden waarin zij beloofden om geen lid te zijn van de vakbond. Hierdoor daalde het ledenaantal sterk en werd de vakbond in augustus 1834 opgeheven.
In 1835 richtte Owen de Association of all Classes of all Nations op. In 1839 ging het genootschap over tot het pachten van het landgoed Queenswood om een coöperatiedorp op te richten. Door financiële problemen werd het coöperatiedorp in 1845 opgeheven. Hierna hield Owen zich voornamelijk bezig met spiritisme. Owen stierf op 17 november 1858 in zijn geboorteplaats Newtown.

## Selecte bibliografie
- A New View of Society (1813)
- Observations on the Effect of the Manufacturing System (1817)
- Report to the Committee for the Relief of the Manufacturing Poor (1817)
- Report to the County of Lanark (1820)
- The Book of the New Moral World (1844)
- The Life of Robert Owen written by Himself (1858)